# 296A busz (Budapest)
A budapesti 296A jelzésű autóbusz az Újpalotai és a Káposztásmegyeri lakótelepeket köti össze Rákospalotán keresztül. A viszonylatot az ArrivaBus üzemelteti.

## Története
2014. szeptember 15-én a 296-os busz útvonalát meghosszabbították Békásmegyer, Újmegyeri térig, ezért a korábbi útvonalán betétjáratot indítottak 296A jelzéssel.
2024. augusztus 10-én útvonala Káposztásmegyeren jelentősen módosult, a Sporttelep utcai betérés helyett a Szilágyi utcán át éri el a Szilas-patak buszvégállomást, innen a megszűnő 126A busz útvonalán a Mogyoródi-patak végállomásig meghosszabbítva közlekedik. December 1-jén új megállót kapott az Óceánárok utcában a Gimnáziumnál.

## Útvonala
| Káposztásmegyer, Mogyoródi-patak felé |
| Újpalota, Szentmihályi út vá. – Erdőkerülő utca – Zsókavár utca – Nyírpalota út – Páskomliget utca – Bánkút utca – Arany János utca – Bercsényi Miklós utca – Szerencs utca – Rákos út – Illyés Gyula utca – Hubay Jenő tér – Deák utca – Fő út – Sződliget utca – Pozsony utca – Fóti út – Szilágyi utca – Külső Szilágyi út – Óceánárok utca – Farkas-erdő utca – Homoktövis utca – Külső Szilágyi út – Megyeri út – Homoktövis utca – Káposztásmegyer, Mogyoródi-patak vá.                                    |
| Újpalota, Szentmihályi út felé |
| Káposztásmegyer, Mogyoródi-patak vá. – Külső Szilágyi út – Homoktövis utca – Megyeri út – Külső Szilágyi út – Homoktövis utca – Farkas-erdő utca – Óceánárok utca – Külső Szilágyi út – Szilágyi utca – Fóti út – Pozsony utca – Sződliget utca – Pázmány Péter utca – Bácska utca – Hubay Jenő tér – Illyés Gyula utca – Rákos út – Szerencs utca – Bercsényi Miklós utca – Arany János utca – Bánkút utca – Páskomliget utca – Nyírpalota út – Zsókavár utca – Erdőkerülő utca – Újpalota, Szentmihályi út vá. |

## Megállóhelyei
Az átszállási kapcsolatok között az azonos, de hosszabb útvonalon közlekedő 296-os busz nincs feltüntetve.
| 0  | Újpalota, Szentmihályi út végállomás            | 33 | 46, 96, 130, 146, 175, 196, 196A |
| 0  | Erdőkerülő utca 28. (↓) Erdőkerülő utca 27. (↑) | 32 | 46, 96, 130, 146, 196, 196A |
| 2  | Zsókavár utca (↓) Erdőkerülő utca (↑)           | 31 | 46, 96, 130, 146, 196, 196A 69 |
| 3  | Fő tér                                          | 30 | 7, 7E, 8E, 46, 96, 108E, 130, 133E, 146, 196, 196A 69 |
| 5  | Vásárcsarnok                                    | 28 | 7, 7E, 8E, 46, 96, 108E, 130, 133E, 146, 196, 196A 69 |
| 6  | Sárfű utca                                      | 27 | 96, 130, 196, 196A 69 |
| 7  | Bánkút utca (↓) Páskomliget utca (↑)            | 26 | 96, 130, 196, 196A |
| 8  | Kozák tér                                       | 24 | 96 |
| 10 | Bercsényi Miklós utca                           | 24 | 96, 124, 225 396, 397, 398, 399, 402, 412, 414, 422, 424, 432, 434, 435, 436, 437, 438, 439, 442 1020, 1021, 1024, 1031, 1034, 1037, 1039, 1040, 1044, 1045, 1046, 1049, 1050, 1052, 1053, 1054, 1063, 1066, 1067, 1068, 1069, 1076 |
| 11 | Damjanich János utca                            | 22 | 96, 124, 225 396, 397, 398, 399, 402, 412, 414, 422, 424, 432, 434, 435, 436, 437, 438, 439, 442 1020, 1021, 1024, 1031, 1034, 1037, 1039, 1040, 1044, 1045, 1046, 1049, 1050, 1052, 1053, 1054, 1063, 1066, 1067, 1068, 1069, 1076 |
| 13 | Rákos úti szakrendelő                           | 21 | 5, 25, 96, 124 |
| 14 | Illyés Gyula utca                               | 19 | 5, 96, 124, 196, 196A, 225, 231, 231B |
| 15 | Beller Imre utca                                | 17 | 96, 124, 196, 196A, 225 |
| 17 | Hubay Jenő tér                                  | 16 | 25, 96, 104, 104A, 204, 124, 125, 170, 196, 196A, 225 |
| 17 | Sződliget utca (↓) Fő út (↑)                    | 15 | 96, 121, 124, 225, 270 S70 G70 S71 G71 (Rákospalota-Újpest) |
| 19 | Géza fejedelem tér                              | 13 | 96, 124, 225, 270 12 |
| 20 | Szilágyi utca                                   | 12 | 96, 121, 270 14 |
| 21 | Atlétikai stadion                               | 11 | 14 |
| 22 | Káposztásmegyer, Szilas-patak                   | 9  | 20E, 121, 126, 196 14 |
| 23 | Hajló utca                                      | 9  | 20E, 126, 196 |
| 24 | Művelődési Központ                              | 8  | 20E, 126, 196 |
| ∫  | Gimnázium                                       | 7  | 126, 196 |
| 25 | Gimnázium                                       | 7  | 126, 196 |
| 26 | Dunakeszi utca                                  | 6  | 126 |
| 27 | Kordován tér                                    | 6  | 126 |
| 28 | Szíjgyártó utca                                 | 5  | 126 |
| 29 | Homoktövis utca (Óvoda)                         | 4  | 126 14 |
| 30 | Sárpatak utca                                   | 3  | 30, 122E, 126 2A (Dunakeszi helyi járat) 14 |
| 31 | Homoktövis utca / Megyeri út                    | 2  | 30, 122E, 126 |
| 32 | Homoktövis iskola                               | 1  | 30, 126 |
| ∫  | Káposztásmegyer, Mogyoródi-patak                | 0  | 30, 122E, 126 |
| 33 | Káposztásmegyer, Mogyoródi-patak végállomás     | 0  | 30, 122E, 126 |